# Elymana shnitnikovi
Elymana shnitnikovi är en insektsart som beskrevs av Mitjaev 1969. Elymana shnitnikovi ingår i släktet Elymana och familjen dvärgstritar. Inga underarter finns listade i Catalogue of Life.